# System nagłośnienia ewakuacyjnego
System nagłośnienia ewakuacyjnego (PAS ang. Public Address System) - budowane są w celu usprawnienia procesu ewakuacji ludzi, którzy znaleźli się w sytuacji zagrożenia życia lub zdrowia. Składa się z jednego lub wielu wzmacniaczy elektroakustycznych, które sterują głośnikami rozłożonymi po całym budynku. W dużym budynku liczba głośników może przewyższać liczbę zamontowanych czujników dymu. System ten może być zintegrowany z systemem sygnalizacji pożarowej (SSP) lub jego działanie może być inicjowane przez centralę SSP.